# Eccleta
Eccleta là một chi bướm đêm thuộc họ Noctuidae.

## Loài
- Eccleta xuthophanes Turner, 1902